# Haus Husen

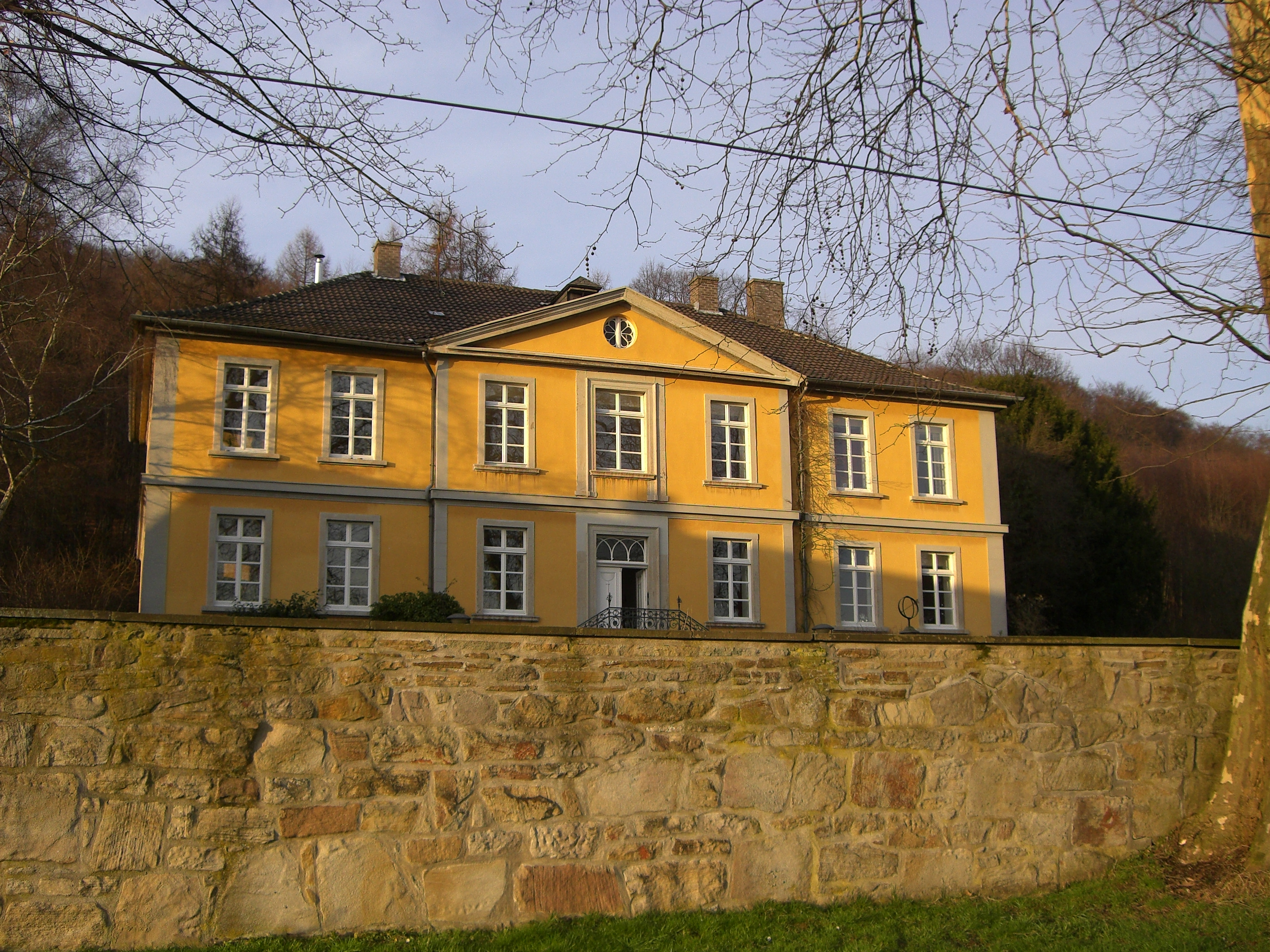
2007

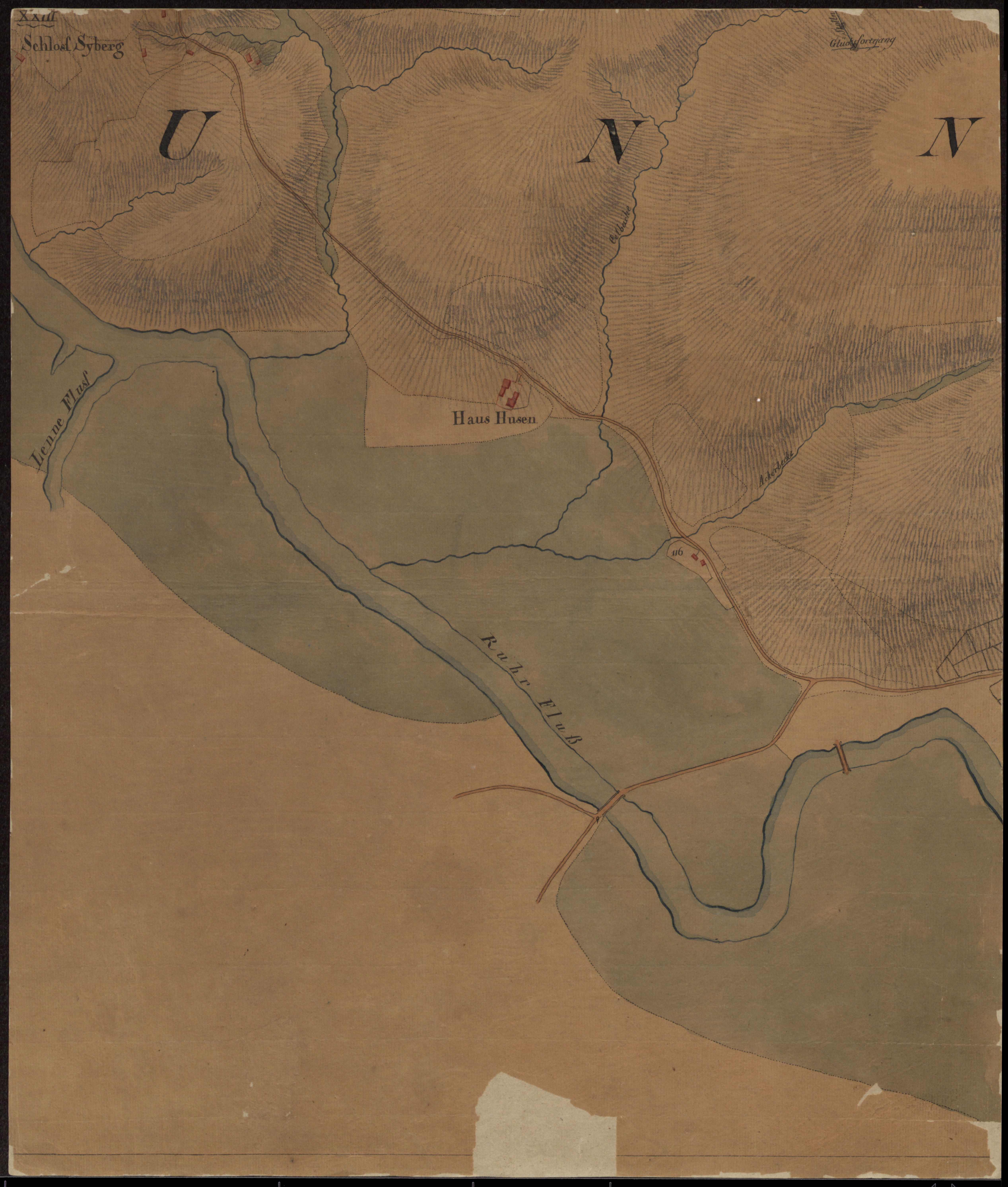
Niemeyersche Karte, 1790

Haus Husen ist ein Gutshaus rechtsseitig der Ruhr im Stadtbezirk Hörde, Dortmund. Es wurde 1830 im Stile des Klassizismus errichtet. Es ist heute im Besitz der Evangelischen Landeskirche Westfalen.
Der zur Anlage zählende mittelalterliche Wohnturm der Burg Husen ist seit 1984 im Besitz des Verbandes Christlicher Pfadfinderinnen und Pfadfinder Land Westfalen. Er wird als Landesbüro und Jugendferienheim genutzt. 

## Geschichte
Zu den Besitzern des Ritterguts zählten die Herren von Husen, von Frydag, von Romberg und die Familie Schulz, die Familie Kautz.